# Готье д’Онэ
Готье д’Онэ (фр. Gauthier d’Aulnay или d’Aunay; ок. 1288/91 — 19 апреля 1314, Понтуаз) — нормандский рыцарь и конюший графа Пуатье, старший брат Филиппа д’Онэ, сын сира де Монси-ле-Нёф дю Мениль де Гран-Мулен, вассала Филиппа де Пуатье. Известен своей любовной связью с Бланкой Бургундской, невесткой короля Франции Филиппа IV.
Разоблачённый вместе со своим братом (любовником Маргариты Бургундской), сознался в преступлении и был осуждён на смертную казнь. Казнён вместе с Филиппом в Понтуазе.
Был женат на Агнессе де Монморанси, в браке имел троих детей.

## Готье д’Онэ в литературе и кинематографе
Готье д’Онэ является одним из центральных героев романа «Железный король» (цикл «Проклятые короли») французского писателя Мориса Дрюона. В мини-сериале 1972 года «Проклятые короли» его роль исполнил Венсан Готье.
В 1955 году режиссёр Абель Ганс снял фильм «Нельская башня», в котором роль Готье исполнил Поль Гер.